# 福氏玉螺
福氏玉螺（学名：Natica fortunei）为玉螺科玉螺属的动物，是中国的特有物种。分布于辽宁、河北、山东、江苏、浙江、福建(霞浦、连等地，生活环境为海水，主要栖息于潮间带的近海滩上。该物种的模式产地在上海。